# Списък на побратимени градове на Норвегия
Това е списък на побратимените градове на градовете в Норвегия.

### Осло[1]
- Гьотеборг, Швеция
- Шанхай, Китай
- Санкт Петербург, Русия
- Шлезвиг-Холщайн, Германия
- Вилнюс, Литва
- Варшава, Полша

### Берген
- Мари, Таджикистан
- Турку, Финландия от 1946 г.

### Ставангер
- Абърдийн, Шотландия от 1990 г.
- Есбер, Дания
- Ескилстюна, Швеция
- Естели, Никарагуа
- Масава, Еритрея
- Наблус, Палестина
- Нетания, Израел
- Фярдабигд, Исландия
- Харлоу, Англия
- Хюстън, САЩ
- Ювяскюля, Финландия

### Тронхайм
- Валехо, САЩ
- Грац, Австрия
- Дармщат, Германия
- Дънфърмлин, Шотландия
- Йостершунд, Швеция
- Керен, Еритрея
- Клаксвик, Фарьорски острови
- Коупавогюр, Исландия
- Норшьопинг, Швеция
- Оденсе, Дания
- Петах Тиква, Израел
- Рамала, Палестинска автономия
- Сплит, Хърватия
- Тампере, Финландия
- Тираспол, Молдова / Приднестровие
- Упернавик, Гренландия

### Фредрикста
- Котка, Финландия
- Олбор, Дания

### Сарпсборг
- Сьодертеле, Швеция
- Форса, Финландия

### Пошгрун
- Пори, Финландия
- Мерща, Швеция
- Сундсвал, Швеция
- Сьонърбор, Дания

### Шиен
- Удевала, Швеция

### Кристиансан
- Мюнстер, Германия
- Орлеан, Франция
- Тролхетан, Швеция

### Тромсьо[2]
- Кеми, Финландия, от 1940 г.
- Люлео, Швеция, от 1950 г.
- Анкоридж, Аляска, САЩ, от 1969 г.
- Загреб, Хърватия от 1971 г.
- Мурманск, Русия, от 1972 г.
- Кецалтенанго, Гватемала, от 1999 г.
- Газа, Палестина, от 2001 г.
- Архангелск, Русия, от 2011 г.

### Тьонсберг
- Йоенсуу, Финландия
- Линшьопинг, Швеция

### Олесун
- Акюрейри, Исландия
- Вестерос, Швеция
- Лахти, Финландия
- Мюнстер, Германия
- Питърхед, Шотландия
- Такоума, САЩ

### Хаугесун
- Юстад Швеция

### Мос
- Карлстад, Швеция

### Будьо
- Куопио, Финландия

### Арендал
- Силкеборг, Дания

### Хамар
- Лунд, Швеция

### Хаща
- Вааса Финландия
- Умео Швеция

### Молде
- Бурос, Швеция
- Вайле, Дания
- Микели, Финландия
- Ческа Липа, Чехия

### Йовик
- Алфтанес, Исландия
- Йевле, Швеция
- Нествед, Дания
- Раума, Финландия
- Стоутън, Уисконсин, САЩ

### Му и Рана
- Шелефтео, Швеция

### Нарвик
- Кикинда, Сърбия
- Кируна, Швеция
- Нови Сонч, Полша
- Рованиеми, Финландия

### Алта
- Буден, Швеция
- Оулу, Финландия

### Ашим
- Худинге, Швеция

### Конгсвингер
- Арвика, Швеция